# (9768) Stephenmaran
(9768) Stephenmaran (1992 GB1) – planetoida z pasa głównego asteroid okrążająca Słońce w ciągu 3,78 lat w średniej odległości 2,43 j.a. Odkryta 5 kwietnia 1992 roku.